# Survivor (chương trình truyền hình)
Survivor (tạm dịch: Người Sống Sót) là một chương trình truyền hình thực tế của Mỹ. Khởi nguồn từ ý tưởng của nhà sản xuất truyền hình người Anh Charlie Parsons vào năm 1992 cho Planet 24, định dạng của Survivor lần đầu tiên được lên sóng truyền hình với phiên bản Thụy Điển mang tên Expedition Robinson vào năm 1997, trở thành xê-ri Survivor đầu tiên được phát hành trên truyền hình. Từ khi ra mắt đến năm 2024 có 47 mùa Survivor phiên bản Mỹ. Tập 1 của mùa đầu tiên được công chiếu vào ngày 31 tháng 5 năm 2000 trên kênh CBS do Jeff Probst và Mark Burnett vừa dẫn chương trình vừa là nhà điều hành sản xuất.
Chương trình đưa một nhóm người lạ đến sống tại một khu vực biệt lập, nơi họ phải tự xây dựng nơi trú ẩn, tìm thức ăn, nước uống bằng cách vượt qua các thử thách thể chất như bơi lội, chạy bộ, thử thách sức chịu đựng hoặc giải đố. Trong trò chơi, các thí sinh sẽ bị loại bằng hình thức bỏ phiếu chung. Khi chỉ còn lại hai hoặc ba người vào giai đoạn cuối chương trình, họ sẽ phải đối diện với một "bồi thẩm đoàn" vốn là những người đã bị loại trước đó. Những người đã bị loại này sẽ phỏng vấn họ, sau đó bỏ phiếu để chọn ra người chiến thắng của trò chơi. Người chiến thắng giữ danh hiệu "Kẻ sống sót" và nhận được 1 triệu USD tiền thưởng.
Phiên bản Survivor do Mỹ sản xuất cực kỳ thành công. Từ năm 2000 cho đến 2005, tỉ lệ người xem của 11 mùa giải đầu tiên luôn nằm trong top 10 các chương trình được xem nhiều nhất. Sự thành công của Survivor tạo nên trào lưu truyền hình thực tế tại Mỹ và đây là chương trình truyền hình thực tế đầu tiên có tỉ suất người xem cao và đem lại lợi nhuận khổng lồ cho nhà sản xuất. Chương trình cũng được xem là một trong những chương trình hay nhất của thập niên 2000.
Chương trình đã được đề cử trong giải Emmy lần thứ 63, đã chiến thắng giải Hòa âm Nổi bật năm 2001 và giải Chương trình Đặc biệt Nổi bật vào năm 2002, cùng với đó được đề cử 4 lần cho giải Chương trình Cạnh tranh Thực tế Nổi bật (khi giải thưởng xuất hiện lần đầu vào năm 2003). Jeff Probst được trao giải Người dẫn chương trình truyền hình nổi bật 4 lần liên tiếp. Vào năm 2007, chương trình được đưa vào danh sách 100 chương trình truyền hình thực tế hay nhất mọi thời đại của tạp chí Time.
Chương trình hiện đã lên sóng được 44 mùa và hiện vẫn tiếp tục phát sóng.

## Luật chơi
Mùa đầu tiên của phiên bản Mỹ có luật chơi tương tự như phiên bản Thụy Điển, 16 thí sinh hoặc nhiều hơn được chia đều thành ít nhất 2 đội được gọi là bộ lạc.
Họ được đưa đến một nơi hoang vắng không người (thường là một khu vực nhiệt đới) và buộc phải sống sót với số lương thực và lượng nước ít ỏi trong vòng 39 ngày (ở mùa 2 - Australian Outback số ngày thử thách được tăng lên 42).
Các đội phải tham gia những thử thách do chương trình đặt ra để nhận phần thưởng như thực phẩm, các mặt hàng xa xỉ, hoặc hoặc quyền miễn loại. Đội không giành được quyền miễn loại buộc phải đi họp trại (còn gọi là "hội đồng biểu quyết" hoặc ngắn hơn là "hội đồng"), nơi họ phải bỏ phiếu bầu để loại một người chơi trong đội của mình.
Đến một thời điểm nhất định (còn khoảng một nửa thí sinh, có thể nhiều hoặc ít hơn một nửa), các đội được sáp nhập lại thành một đội duy nhất và lúc này việc giành miễn loại là dành cho cá nhân chứ không còn cho cả đội nữa. Người có quyền miễn loại sẽ được đảm bảo an toàn và không bị loại cũng như bị bầu ra trong buổi họp trại.
Ở một thời điểm nhất định (thường là khoảng trước hoặc sau khi sáp nhập) một bồi thẩm đoàn gồm những người chơi đã bị loại sẽ được lập ra. Bồi thẩm đoàn (BTĐ) có nhiệm vụ chọn người chiến thắng chung cuộc cho mùa chơi đó. Khi còn khoảng 2 hoặc 3 thí sinh trụ lại cuối cùng, BTĐ sẽ chất vấn họ để cân nhắc xem ai xứng đáng hơn.
Các thí sinh ở vòng chung kết phải thuyết phục được BTĐ bỏ phiếu cho mình.
Người chơi nhận được nhiều phiếu bầu nhất từ BTĐ sẽ chiến thắng và giành được danh hiệu "Sole Survivor" (Kẻ sống sót duy nhất) và 1 triệu USD; một số mùa còn có thêm giải thưởng phụ, chẳng hạn như một chiếc xe hơi.
Chương trình thường xuyên thay đổi luật qua các mùa chơi nhằm giữ cho chương trình luôn đổi mới và hạn chế các thí sinh không dùng lại các chiến thuật ở các mùa giải trước. Đổi thí sinh của các đội trong khi trò chơi đang diễn ra. Hoặc mà 1 đội thua liên tục các thử thách và còn quá ít thí sinh, lúc đó đội chơi sẽ bị giải tán và các thí sinh của đội đó sẽ gia nhập các đội còn lại. Việc đổi mới thêm vào trò chơi "Bùa Miễn Loại", người chơi nếu tìm được nó thì có thể sử dụng để vô hiệu hóa toàn bộ phiếu bầu cho mình. Ở một vài mùa giải đặc biệt, các thí sinh sau khi bị loại sẽ có cơ hội quay trở lại cuộc chơi qua các thử thách để trở lại cuộc chơi thông qua "Redemption Island" (Tạm dịch: Đảo cứu chuộc) hoặc "The Outcast Tribe" (Tạm dịch: Đội cô hồn).
Bắt đầu từ mùa 12, Bùa Miễn loại (Immunity Idol) được đưa vào trò chơi. Tuy nhiên ngoài việc tìm xung quanh trại hoặc thông qua các gợi ý, thí sinh có thể tìm được nhiều hơn thế bằng việc đi qua Đảo Lưu đày (Exile Island), Đảo Ma quỷ (Ghost Island) ở mùa 36 hoặc Đảo Idols ở mùa 39.

## Khái quát các mùa
Phiên bản Mỹ được sáng lập bởi Mark Burnett và người dẫn chương trình là Jeff Probst. Mỗi mùa đều có một biệt danh riêng và có từ 13 đến 16 tập. Mùa đầu tiên phát sóng vào mùa hè năm 2000.
Vào mùa đầu tiên, đoàn làm phim có 75 người. Đến mùa 22, đoàn làm phim tăng lên 325 người.
Đã có tổng cộng 567 thí sinh tham gia suốt 39 mùa giải. (Các thí sinh tham gia nhiều hơn một lần thì chỉ tính một lần/người)
| STT | Tên Mùa                                        | Địa điểm tổ chức                                              | Chia đội ban đầu | Chiến thắng             | Về nhì - Về ba                         | Về nhì - Về ba                         | Tỉ số phiếu |
| --- | ---------------------------------------------- | ------------------------------------------------------------- | --- | ----------------------- | -------------------------------------- | -------------------------------------- | ----------- |
| 1   | Survivor: Borneo                               | Pulau Tiga, Sabah, Malaysia                                   | Chia thành 2 đội 8 người.                                                                                                  | Richard Hatch           | Kelly Wiglesworth                      | Kelly Wiglesworth                      | 4–3         |
| 2   | Survivor: The Australian Outback               | Sông Herbert ở Goshen Station, Queensland, Úc                 | Chia thành 2 đội 8 người.                                                                                                  | Tina Wesson             | Colby Donaldson                        | Colby Donaldson                        | 4–3         |
| 3   | Survivor: Africa                               | Khu bảo tồn động vật hoang dã quốc gia Shaba, Kenya           | Chia thành 2 đội 8 người.                                                                                                  | Ethan Zohn              | Kim Johnson                            | Kim Johnson                            | 5–2         |
| 4   | Survivor: Marquesas                            | Nuku Hiva, Quần đảo Marquises, Polynésie thuộc Pháp           | Chia thành 2 đội 8 người.                                                                                                  | Vecepia Towery          | Neleh Dennis                           | Neleh Dennis                           | 4–3         |
| 5   | Survivor: Thailand                             | Ko Tarutao, Satun, Thái Lan                                   | 2 đội chơi 8 người được chọn bởi 2 người chơi cũ, Jake và Jan.                                                             | Brian Heidik            | Clay Jordan                            | Clay Jordan                            | 4–3         |
| 6   | Survivor: The Amazon                           | Rio Negro (Amazon), Amazonas, Brazil                          | Chia thành 2 đội 8 người theo giới tính.                                                                                   | Jenna Morasca           | Matthew Von Ertfelda                   | Matthew Von Ertfelda                   | 6–1         |
| 7   | Survivor: Pearl Islands                        | Đảo Trân Châu (Pearl Islands), Panama                         | Chia thành 2 đội 8 người.                                                                                                  | Sandra Diaz-Twine       | Lillian Morris                         | Lillian Morris                         | 6–1         |
| 8   | Survivor: All-Stars                            | Đảo Trân Châu (Pearl Islands), Panama                         | Chia thành 3 đội 6 người, bao gồm các thí sinh nổi bật nhất từ những mùa giải trước.                                       | Amber Brkich            | Rob Mariano                            | Rob Mariano                            | 4–3         |
| 9   | Survivor: Vanuatu                              | Efate, Shefa Province, Vanuatu                                | Chia thành 2 đội 9 người theo giới tính.                                                                                   | Chris Daugherty         | Twila Tanner                           | Twila Tanner                           | 5–2         |
| 10  | Survivor: Palau                                | Đảo Koror, Palau                                              | Chia theo sự lựa chọn của thí sinh thành 2 đội 9 người. 2 người bị loại do không được chọn                                 | Tom Westman             | Katie Gallagher                        | Katie Gallagher                        | 6–1         |
| 11  | Survivor: Guatemala - Island of Fire           | Hồ Yaxhá, vườn quốc gia Yaxhá-Nakúm-Naranjo, Petén, Guatemala | Chia thành 2 đội 9 người, 2 người cũ chơi lại                                                                              | Danni Boatwright        | Stephenie LaGrossa                     | Stephenie LaGrossa                     | 6–1         |
| 12  | Survivor: Panama - Exile Island                | Pearl Islands, Panama                                         | 4 đội 4 người phân chia theo tuổi và giới tính                                                                             | Aras Baskauskas         | Danielle DiLorenzo                     | Danielle DiLorenzo                     | 5–2         |
| 13  | Survivor: Cook Islands                         | Aitutaki, Quần đảo Cook                                       | 4 đội 5 người phân chia theo chủng tộc: Người Mỹ gốc châu Phi, Tây Ban Nha, Người da trắng và người châu Á                 | Yul Kwon                | Ozzy Lusth                             | Becky Lee                              | 5–4–0       |
| 14  | Survivor: Fiji                                 | Macuata, Vanua Levu, Fiji                                     | Chia thành 2 đội 9 bằng cách chọn thí sinh. Những thí sinh thua thử thách đầu tiên sẽ vào cùng một trại.                   | Earl Cole               | Cassandra Franklin & Dre "Dreamz" Herd | Cassandra Franklin & Dre "Dreamz" Herd | 9–0–0       |
| 15  | Survivor: China                                | Cửu Giang, Giang Tây, Trung Quốc                              | Chia thành 2 đội 8 người.                                                                                                  | Todd Herzog             | Courtney Yates                         | Amanda Kimmel                          | 4–2–1       |
| 16  | Survivor: Micronesia - Fans Vs. Favorites      | Koror, Palau                                                  | Chia thành 2 đội 10 người, fan hâm mộ chống lại những người chơi cũ được yêu thích                                         | Parvati Shallow         | Amanda Kimmel                          | Amanda Kimmel                          | 5–3         |
| 17  | Survivor: Gabon                                | Estuaire ,Gabon                                               | Chia thành 2 đội 10 người theo sự lựa chọn của thí sinh. Bắt đầu chọn từ 2 người lớn tuổi nhất.                            | Robert "Bob" Crowley    | Susie Smith                            | Jessica "Sugar" Kiper                  | 4–3–0       |
| 18  | Survivor: Tocantins                            | Jalapão, Tocantins, Brazill                                   | Chia thành 2 đội 8 người.                                                                                                  | James "J.T." Thomas Jr. | Stephen Fishbach                       | Stephen Fishbach                       | 7–0         |
| 19  | Survivor: Samoa                                | Đảo Upolu, Samoa                                              | Chia thành 2 đội 10 người.                                                                                                 | Natalie White           | Russell Hantz                          | Mick Trimming                          | 7–2–0       |
| 20  | Survivor: Heroes vs. Villains                  | Đảo Upolu, Samoa                                              | Được chia thành 2 đội 10 người, Chính và Tà dựa theo cách họ chơi ở mùa giải trước.                                        | Sandra Diaz-Twine       | Parvati Shallow                        | Russell Hantz                          | 6–3–0       |
| 21  | Survivor: Nicaragua                            | San Juan del Sur, Rivas, Nicaragua                            | Chia thành 2 đội 10 người dựa trên tuổi tác.                                                                               | Jud "Fabio" Birza       | Chase Rice                             | Matthew "Sash" Lenahan                 | 5–4–0       |
| 22  | Survivor: Redemption Island                    | San Juan del Sur, Rivas, Nicaragua                            | Chia thành 2 đội 9 người, có hai người chơi cũ quay lại.                                                                   | Rob Mariano             | Phillip Sheppard                       | Natalie Tenerelli                      | 8–1–0       |
| 23  | Survivor: South Pacific                        | Đảo Upolu, Samoa                                              | Chia thành 2 đội 9 người, có hai người chơi cũ quay lại.                                                                   | Sophie Clarke           | Benjamin "Coach" Wade                  | Albert Destrade                        | 6–3–0       |
| 24  | Survivor: One World                            | Đảo Upolu, Samoa                                              | Chia thành đội 9 người dựa trên giới tính cùng sống trong một trại.                                                        | Kim Spradlin            | Sabrina Thompson                       | Chelsea Meissner                       | 7–2–0       |
| 25  | Survivor: Philippines                          | Caramoan, Camarines Sur, Philippines                          | Chia thành 3 đội 6 người đồng thời chứng kiến sự quay lại của 3 thí sinh phải bỏ cuộc do vấn đề y tế ở các mùa giải trước. | Denise Stapley          | Lisa Whelchel & Michael Skupin         | Lisa Whelchel & Michael Skupin         | 6–1–1       |
| 26  | Survivor: Caramoan - Fans Vs. Favorites 2      | Caramoan, Camarines Sur, Philippines                          | Chia thành 2 đội 10 người, fan hâm mộ chống lại những người chơi cũ được yêu thích.                                        | John Cochran            | Dawn Meehan & Sherri Biethman          | Dawn Meehan & Sherri Biethman          | 8–0–0       |
| 27  | Survivor: Blood vs. Water                      | Đảo Palaui, Santa Ana, Cagayan, Philippines                   | Chia thành 2 đội 10 người: Đội người chơi cũ quay lại và chống lại người thân của họ ở đội chơi còn lại.                   | Tyson Apostol           | Monica Culpepper                       | Gervase Peterson                       | 7–1–0       |
| 28  | Survivor: Cagayan                              | Đảo Palaui, Santa Ana, Cagayan, Philippines                   | Chia thành 3 đội 6 người theo phẩm chất: Sức mạnh, trí tuệ, nhan sắc.                                                      | Tony Vlachos            | Yung "Woo" Hwang                       | Yung "Woo" Hwang                       | 8–1         |
| 29  | Survivor: San Juan del Sur - Blood Vs. Water 2 | San Juan del Sur, Rivas, Nicaragua                            | Chia thành 2 đội 9 người: Các thí sinh phải chống lại người thân của họ ở đội còn lại.                                     | Natalie Anderson        | Jaclyn Schultz                         | Missy Payne                            | 5–2–1       |
| 30  | Survivor: Worlds Apart                         | San Juan del Sur, Rivas, Nicaragua                            | 3 đội được chia theo cấp bậc xã hội: "Cổ cồn trắng" vs. "Cổ cồn xanh" vs. "Không cổ cồn"                                   | Mike Holloway           | Carolyn Rivera & Will Sims II          | Carolyn Rivera & Will Sims II          | 6–1–1       |
| 31  | Survivor: Cambodia                             | Đảo Koh Rong, Campuchia                                       | 20 thí sinh cũ được khán giả bình chọn trở lại cuộc chơi.                                                                  | Jeremy Collins          | Spencer Bledsoe & Tasha Fox            | Spencer Bledsoe & Tasha Fox            | 10–0–0      |
| 32  | Survivor: Koh Rong                             | Đảo Koh Rong, Campuchia                                       | Chia thành 3 đội 6 người theo phẩm chất: Sức mạnh, trí tuệ, nhan sắc                                                       | Michele Fitzgerald      | Aubry Bracco                           | Tài Trang (Tai)                        | 5–2–1       |
| 33  | Survivor: Millennials vs. Gen X                | Quần đảo Mamanuca, Fiji                                       | Chia thành 2 đội 10 người dựa theo thế hệ, sinh trước và sau thập niên 1970.                                               | Adam Klein              | Hannah Shapiro & Ken McNickle          | Hannah Shapiro & Ken McNickle          | 10-0-0      |
| 34  | Survivor: Game Changers                        | Quần đảo Mamanuca, Fiji                                       | Chia thành 2 đội 10 thí sinh cũ từ các mùa giải trước.                                                                     | Sarah Lacina            | Brad Culpepper                         | Troy "Troyzan" Robertson               | 7-3-0       |
| 35  | Survivor: Heroes vs. Healers vs. Hustlers      | Quần đảo Mamanuca, Fiji                                       | Chia thành 3 đội 6 người theo ngành nghề, "Người hùng", "Người cứu chữa" và "Người xô bồ".                                 | Ben Driebergen          | Chrissy Hofbeck                        | Ryan Ulrich                            | 5-2-1       |
| 36  | Survivor: Ghost Island                         | Quần đảo Mamanuca, Fiji                                       | Chia thành 2 đội 10 người.                                                                                                 | Wendell Holland         | Domenick Abbate                        | Laurel Johnson                         | 5-5-0 1-0   |
| 37  | Survivor: David vs. Goliath                    | Quần đảo Mamanuca, Fiji                                       | Chia thành 2 đội 10 người gồm "David"- những người kham khổ, và "Goliath" - những người thành đạt.                         | Nick Wilson             | Mike White                             | Angelina Keeley                        | 7-3-0       |
| 38  | Survivor: Edge of Extinction                   | Quần đảo Mamanuca, Fiji                                       | Chia thành 2 đội 9 người, gồm 4 người chơi cũ.                                                                             | Chris Underwood         | Gavin Whitson                          | Julie Rosenberg                        | 9-4-0       |
| 39  | Survivor: Island of the Idols                  | Quần đảo Mamanuca, Fiji                                       | Chia thành 2 đội 10 người.                                                                                                 | (đang phát sóng)        |                                        |                                        |             |

- Tô đậm: Mùa giải đặc biệt bao gồm 100% các thí sinh cũ.

1. ↑  Domenick và Wendell hòa phiếu. Laurel là người về thứ 3 và nhận được không phiếu phải tham gia bồi thẩm đoàn và trở thành người gỡ hòa.
2. ↑  Sandra và Boston Rob cũng tham gia mùa này. Tuy nhiên họ không tham gia với tư cách là thí sinh mà là những mentor. Mỗi tập sẽ có một thí sinh được đưa đến Đảo Idols và đập vào mắt họ là 2 bức tượng "siêu to khổng lồ" chân dung của Sandra và Rob, sau đó họ sẽ bước ra chào đón thí sinh và hỏi han tình hình cuộc chơi của họ như thế nào. Dựa vào đó hai người sẽ hướng dẫn những kĩ năng giúp cho thí sinh có thể sinh tồn hoặc chơi tốt hơn. Cuối cùng, thí sinh dựa vào những gì mình học được trên đảo để đối đầu với Sandra hoặc Rob. Bằng cách cược phiếu bầu của mình tại Hội đồng, nếu thí sinh thắng sẽ nhận được những chiến lợi phẩm dành cho riêng mình và ngược lại - bị mất phiếu bầu trong hội đồng.